# Fuchsstein (Amberg)
Fuchsstein ist ein in der Oberpfalz gelegenes Dorf, das ein Gemeindeteil von Amberg ist.

## Lage
Der Ort befindet sich in der Region Oberpfälzer Jura und liegt in der nach Karmensölden benannten Gemarkung. Fuchsstein selbst ist einer von 23 Ortsteilen der kreisfreien Stadt Amberg. Die Ortsmitte der Kernstadt liegt viereinhalb Kilometer entfernt und Sulzbach-Rosenberg sieben Kilometer.

## Verkehr
Die Bundesstraße 85 verläuft eineinhalb Kilometer nordöstlich des Dorfes.

## Kultur und Sehenswürdigkeiten

### Bauwerke
Im westlichen Ortbereich von Fuchsstein gibt es mit der Dorfkapelle Herz-Jesu ein denkmalgeschütztes Bauwerk.